# Meiosimyza pallidiventris
Meiosimyza pallidiventris är en tvåvingeart som först beskrevs av Fallen 1820.  Meiosimyza pallidiventris ingår i släktet Meiosimyza och familjen lövflugor. Inga underarter finns listade i Catalogue of Life.